# Peter Gasser (Fotograf)
Peter Gasser (* 8. Juni 1947 in Zeiningen) ist ein Schweizer Fotograf.
Der gelernte Maurer Peter Gasser arbeitete als junger Mann als Bauführer. Zum Fotografen bildete er sich autodidaktisch und pflegte enge Kontakte mit Ansel Adams. Gasser stellte im In- und Ausland aus und erhielt 1984 ein Eidgenössisches Stipendium. Er ist bekannt durch seine Bildbände wie z. B. Venezia.